# ساندرا كوتور
ساندرا كوتور هي لاعبة كرة قدم كندية، ولدت في 15 مارس 1983 في سان جورجس في كندا. لعبت مع Laval Comets ‏.

## وصلات خارجية
- ساندرا كوتور على موقع الاتحاد الأوربي (الإنجليزية)
- ساندرا كوتور على موقع قاعدة بيانات كرة القدم.إي يو (الإنجليزية)
- ساندرا كوتور على موقع Soccerway.com (الإنجليزية)